# Birger Dahlerus
Birger Dahlerus (* 6. Februar 1891 in Stockholm; † 8. März 1957 ebenda) war ein schwedischer Industrieller. Bekannt wurde er als Vermittler Hermann Görings in den letzten Tagen vor dem Ausbruch des Zweiten Weltkrieges.

## Leben

### Vermittlerrolle in der Deutsch-polnischen Krise
Dahlerus verfügte über Kontakte zu maßgeblichen Engländern und führenden Männern des Dritten Reiches wie Hermann Göring. Mit Billigung Hitlers schaltete Göring im August 1939 Dahlerus ein, um eine Einigung mit London zustande zu bringen. Er traf dafür mit Adolf Hitler, Arthur Chamberlain und Lord Halifax, dem britischen Außenminister, zusammen. In der wichtigen Phase am Vorabend des Kriegsausbruchs verhandelte er mit und versuchte so, das Unheil abzuwenden. Am 31. August suchte er vormittags in Begleitung des britischen Delegationsrates George Ogilvie-Forbes den polnischen Botschafter Józef Lipski auf, um Hitlers letztes Angebot in der Danzigfrage zu erläutern.
In den ersten Tagen nach Kriegsausbruch setzte Dahlerus seine Bemühungen fort, stieß aber in London mit dem Angebot, Göring würde nach England zu Verhandlungen kommen, bei der britischen Führung auf Ablehnung. Der Vermittler scheiterte an Polens Verhandlungsverweigerung und an Englands Entschlossenheit, Hitler nun Einhalt zu gebieten. 1946 sagte Dahlerus als Zeuge für Göring beim Nürnberger Prozess aus. Im Juli 1945 veröffentlichte er unter dem Titel „Sista försöket“ („Letzter Versuch“) seine Erinnerungen aus dem Jahre 1939. Sie erschienen 1948 in Deutschland in der Übersetzung von Hellmuth Dix, einem Bruder von Rudolf Dix, der Verteidiger im Nürnberger Hauptkriegsverbrecherprozess war.

## Veröffentlichungen
- Sista försöket. London-Berlin sommaren 1939. Norstedts, Stockholm 1945.
  - deutsche Ausgabe: Der letzte Versuch. London-Berlin Sommer 1939. Nymphenburger Verlagshandlung, München 1948. (mehrere Nachauflagen: 1981, ISBN 3-485-01831-7)